# Février 1946

## Événements
- Thakin Soe, dissident pro-soviétique du PC birman, fonde le Drapeau Rouge birman et entame avec 2 000 hommes, une guérilla érigée en Armée populaire de libération.
- Rapport Kennan sur l'URSS[1].

- 1er février : 
  - Trygve Lie est élu secrétaire général des Nations unies.
  - Un nouveau cabinet, avec le maréchal Tito comme Premier ministre et une représentation communiste accrue, se forme en Yougoslavie.

- 4 février :
  - France : diffusion de l’émission radiophonique Alerte à l'atome, qui provoque la panique des auditeurs.
  - Imre Nagy (membre du Parti des petits propriétaires) devient Premier ministre et Mátyás Rákosi, secrétaire général du Parti communiste hongrois, devient vice-Premier ministre en Hongrie.

- 5 février : le Royaume-Uni et les États-Unis rétablissent les relations diplomatiques avec le Royaume de Roumanie (rompues depuis février 1942).

- 6 février : TWA inaugure son premier vol international : New York - Paris.

- 8 février (Corée) : Kim Il-sung est nommé à la tête des comités provinciaux nord-coréens[2].

- 10 février : émeutes antianglaises au Caire et à Alexandrie qui provoquent la démission du gouvernement égyptien. Le nouveau cabinet demandera le 26 février aux Britanniques d’évacuer les deux villes, qui le seront le 16 mai.

- 11 février : fondation du Mouvement démocratique de la rénovation malgache.

- 13 février, France : Wladimir Porché est nommé directeur général de la Radiodiffusion française.

- 15 février : Art et Résistance, exposition où Picasso présente Le Charnier et le Monument aux Espagnols morts pour la France.
- 19-20 février : incendie des Musées Royaux d'Art et d'Histoire de Bruxelles.

- 21 février  :
  - Espagne : exécution de 14 opposants au régime franquiste, créant une vive émotion internationale (mort de Cristino García, libérateur du Gard et de l’Ardèche). Le gouvernement français décide de fermer la frontière à partir du 1er mars.
  - Parution à Hambourg, avec l'aval des forces d'occupation britanniques du premier numéro de l'hebdomadaire libéral allemand Die Zeit, le magazine de l'intelligentsia protestante.

- 24 février : élections démocratiques en Argentine. Juan Domingo Perón est élu président de la République d’Argentine.

- 28 février :
  - accord franco-chinois.
  - France :premier numéro du journal sportif L'Équipe.
  - Départ des dernières troupes britanniques d’Iran.
  - Premier vol du chasseur F-84 Thunderjet.

## Naissances
- 1er février : Gerald J. Comeau, sénateur.
- 2 février : 
  - Alpha Oumar Konaré, homme politique malien, président de la République de 1992 à 2002.
  - Isaias Afwerki, homme d'État Érythréen, 1er président de l'État d'Érythrée depuis son indépendance en 1993.
- 5 février : Charlotte Rampling (Sturmer, Essex), actrice.
- 6 février : Kate McGarrigle, auteure-compositeure-interprète.
- 7 février : Héctor Babenco, réalisateur, producteur et scénariste brésilien.
- 9 février : Marie France (Marie-France Garcia), chanteuse et actrice française.
- 10 février : Didier Bezace, acteur et  metteur en scène français.
- 13 février : Artur Jorge, footballeur et entraîneur portugais († 22 février 2024).
- 14 février :
  - Tina Aumont, actrice franco-américaine († 28 octobre 2006).
  - Catherine Arditi, actrice française.
- 15 février :
  - Marisa Berenson, ancien mannequin et actrice américaine.
  - Yves Cochet, homme politique français.
- 17 février : André Dussollier, acteur français.
- 20 février : Norbert Morandière, dessinateur français de bande dessinée († 1er janvier 2021).
- 21 février : Alan Rickman, acteur et metteur en scène anglais († 14 janvier 2016).
- 22 février :
  - Éric Aumonier, évêque français, évêque émérite de Versailles.
  - Patrick Russel, skieur français.
- 23 février : Bernard Sergent, historien français.
- 24 février : 
  - Jean-Yves Riocreux, évêque catholique français, évêque de Pontoise (2003-2012) puis évêque émérite de Basse-Terre et Pointe-à-Pitre (2012-2021).
  - Sergio Gori, footballeur italien († 5 avril 2023).
- 26 février :
  - Robert Le Gall, évêque catholique français, bénédictin et archevêque de Toulouse.
  - Ahmed H. Zewail, chimiste égyptien.
- 28 février : Robin Cook, politicien britannique.

## Décès
- 5 février : 
  - Boniface de Castellane, diplomate français (° 18 janvier 1897)
  - George Arliss, acteur britannique.
- 15 février : Ernest H. Armstrong, premier ministre de la Nouvelle-Écosse.
- 21 février : Howard Ferguson, premier ministre de l'Ontario.